# Rabâb
|  | Per a altres significats, vegeu «Rubab». |

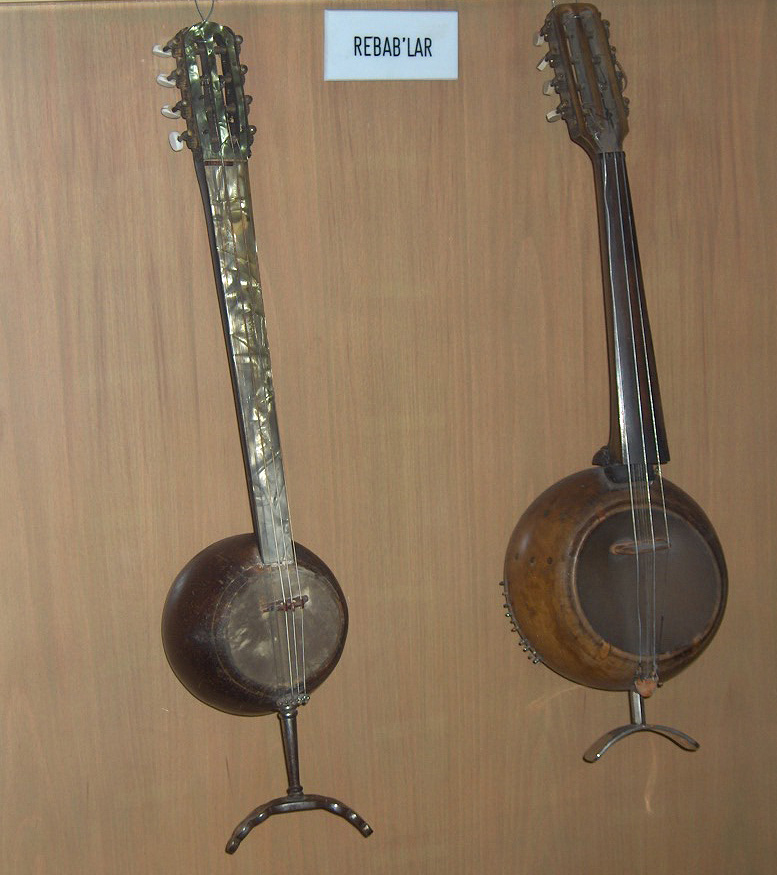
Instruments dels mausoleus de Jalal ad-din Rumi i Konya Turquia.

El terme rabâb o rabab, robâb, rebâb, rubob et rawap designa dues famílies d'instruments de corda en els que la taula harmònica és una pell. El terme està testificat des del segle x pel musicòleg al-Farabí.
Amb el terme Rabab  s'hi inclou una família molt àmplia d'instruments desenvolupats en l'antiguitat que inclou diversos instruments musicals.
Cal distingir entre dos tipus:
- Els de tipus fídula (instrument de corda fregada) d'una banda.[1]
- Els de tipus llaüt (instrument de corda pinçada) de l'altra (com per exemple el rubab).

Tots aquests instruments s'han estès per tot el món musulmà des del Marroc fins a Indonèsia, però, curiosament, les dues famílies semblen mútuament excloents l'una de l'altra, a excepció de l'Iran.